# Dia de la Constitución Española
Dia de la Constitución Española är Spaniens författningsdag. Den firas 6 december till minne av folkomröstningen 1978, då den nuvarande grundlagen godkändes. Diktatorn Francisco Franco hade dött tre år tidigare.